# Edward Sizzerhand

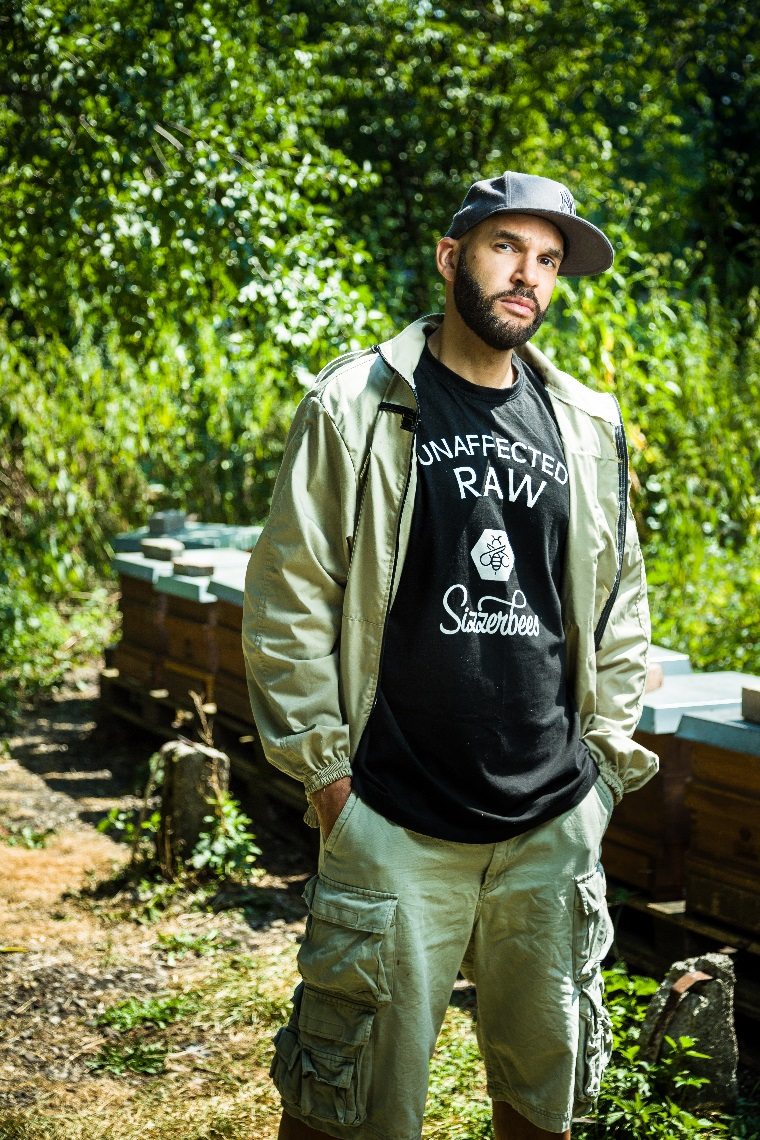
Edward Sizzerhand (2019)

Edward Sizzerhand, auch bekannt als Steady Fingaz, ist ein US-amerikanischer DJ und Musikproduzent.

## Biografie
Edward Sizzerhand wurde im New Yorker Stadtbezirk Brooklyn geboren. Zusammen mit seiner Familie zog es ihn in frühster Kindheit nach München, wo er im Alter von ungefähr 13 Jahren mit dem DJ'ing anfing. In dieser Zeit hatte er schon seinen Technics 1210er Plattenspieler. Angespornt und beeinflusst wurde Sizzerhand vom DMC World Champ 1990/91 DJ David. Seinen ersten eigenen Auftritt bei einem Wettbewerb hatte Edward Sizzerhand bei der Süddeutschen DJ Meisterschaft im Jahr 1997, wo er auf Anhieb den ersten Platz belegte. 1999 fand in München die alljährliche ITF German Championships Ausscheidung im Scratchen und Beatjuggeln statt, bei der er hinter DJ Hype aus Berlin und Molematic den dritten Platz belegte.
Im Jahr 1996 traf der ehemalige Backspin Redakteur DJ Edward Sizzerhand dann auf Rasul Allah und Iman Shahidi. Er schließt sich den beiden an, wird ihr DJ und gründete mit ihnen, die heute als legendär geltende HipHop-Gruppe Square One. Es folgten zahlreiche Veröffentlichungen, sowie eine ausgiebige Tour in Europa. Im Jahr 2002 folgte jedoch ein Split innerhalb der Gruppe und die damit verbundene Auflösung, welche durch interne Streitereien und finanzielle Differenzen verursacht wurde, so Edward Sizzerhand in einem Interview.
Im Jahr 2005 gab er an der Ingolstädter DJ-Schule als Gastdozent Unterricht im Bereich Mixing.
Nachdem Steady Fingaz bis Ende der 1990er Jahre diverse Mixtapes für unter anderem Marlboro, Phlatline Records und Showdown Records herausbrachte, gründete er 1999 sein eigenes Tapelabel namens OnTheMix Records, auf dem unter anderem namhafte DJ-Größen wie DJ M-Tech und Rob Reece von den Needle Addicts sowie Spill & Sir Cut ihre Mixtapes veröffentlichten. Zudem übernahm er über mit seinem Label auch den Vertrieb weiterer Mixtapes.
Sizzerhand hat bis heute mit unterschiedlichen Künstlern wie zum Beispiel Diggin’ in the Crates, A.G. und Party Arty, Patrice sowie Fiva MC & DJ Radrum und einigen anderen zusammengearbeitet. 2006 veröffentlichte er über Kickz sein Mixtape Clubsoul, womit er sich als Freund guter Soulmusik nicht nur einen besonderen Wunsch, sondern darüber hinaus auch eine ausgefallene Wette gewann, in der man ihm nicht zugetraut hatte Livedrums mit MPC-Drums zu mixen.

## Diskografie
Alben

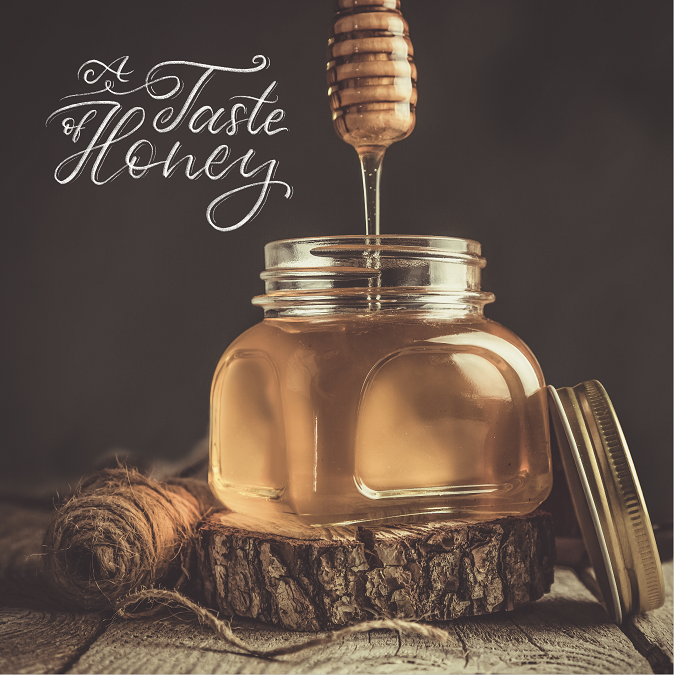
Cover des Albums A Taste Of Honey

- 2001: Square One - Walk of Life (Show Down Records)
- 2002: Square One - Walk of Life +1 (Japan Import) (MicLife Records)
- 2016: Square One - Walk Of Life 15th Anniversary (Show Down Records)

Singles
- 1998: Mind.Body.Soul. (Square One - Show Down Records)
- 1999: State Of The Art (Square One - Show Down Records)
- 2001: Applause (Square One - Show Down Records)
- 2001: Can't Mess / Backstabbers (Square One - Show Down Records)
- 2001: Fallen Angels (Square One - Show Down Records)
- 2001: Countdown (Square One - Show Down Records)

Mixtapes
- 1996: The Low Wheels of the Industry (Edward Sizzerhand - BamBam Records)
- 1999: OnTheMix (Edward Sizzerhand & DJ Man at Arms - OnTheMix Records)
- 2001: Exhilarating Archive (Edward Sizzerhand & DJ Ray D - Phlatline Records)
- 2005: ClubSoul (OnTheMix Records)
- 2006: ClubSoul K1X Edition (OnTheMix Records)

Als DJ
- 1999: Showdown presents Mc Throwdown (VA - Show Down Records)
- 1999: Marlboro BBQ MixTape (VA - marlboro Rec)
- 2000: Raw Beauty (Chosen Few - Show Down Records)

Gastauftritte als Produzent
- 2002: Was du nicht siehst (Fiva Mc & DJ Radrum: Spiegelschrift - Buback Tonträger)
- 2002: Was du nicht siehst (Fiva Mc & DJ Radrum: Spiegelschrift Instrumental - Buback Tonträger)
- 2017: Idealisten & Ideologen Feat. Retrogott & Aphroe Edward Sizzerhand Remix - (Main Concept - Pigeon Records)